# Vatersay
Vatersay (gael nyelven Bhatarsaigh,  kiejtés: IPA:vaʰt̪əɾs̪aj) lakott sziget a Külső-Hebridákon, Skóciában. A szigeten lévő egyetlen településnek ugyancsak Vatersay a neve. Nevének jelentése: vízi sziget.

## Elhelyezkedés
Vatersay a legnyugatibb lakott hely Skóciában. Egy 1991-ben átadott töltésút köti össze a szomszédos Barra szigettel. Apály esetén száraz lábbal elérhető a keletre lévő, apró Uineasan szigetecske.

## Élővilág
A sziget állatvilágát vidrák, fókák és gémek gyarapítják. Bonnie Prince Charlie virága a sövényszulák (Calystegia soldanella) – mely állítólag francia eredetű és magjait Bonnie Prince Charlie (Csinos Károly herceg) hozta át a tengeren – egész Skóciában csak Vatersay és Eriskay szigeteken található meg.

## Régészeti emlékek
A szigeten egy vaskori erőd maradványai láthatók.

## Hajótörés
A szigethez fűződő legszomorúbb esemény több mint 150 évvel ezelőtt történt. Az Annie Jane, egy háromárbócos, kivándorlókat szállító hajó, mely Liverpoolból indult és a kanadai Montréal felé tartott, egy vihar idején sziklára futott a nyugati parton, 1853. szeptember 28-án.  A hajó tíz percen belül süllyedni kezdett, kettétört, 450 utasa pedig a háborgó tengerbe zuhant. A rossz időjárás ellenére a szigetlakók megpróbálták megmenteni az utasokat és a legénységet.
A katasztrófát mindössze százan élték túl. A többi 350 férfit, nőt és gyermeket a part menti dünék közé temették. A helyet egy kis kőhalom és emlékmű jelzi.

## Fordítás
Ez a szócikk részben vagy egészben  a   Vatersay című angol Wikipédia-szócikk ezen változatának fordításán alapul.  Az eredeti cikk szerkesztőit annak laptörténete sorolja fel. Ez a jelzés csupán a megfogalmazás eredetét és a szerzői jogokat jelzi, nem szolgál a cikkben szereplő információk forrásmegjelöléseként.